# Keef the Thief
Keef the Thief: A Boy and His Lockpick é um jogo eletrônico de aventura e RPG desenvolvido pela Naughty Dog e publicado pela Electronic Arts. Foi lançado para Apple IIGS e Amiga em outubro de 1989 e para MS-DOS no mês seguinte.

## Jogabilidade
Keef the Thief é jogado a partir de uma perspectiva em primeira pessoa e usa uma interface apontar e clicar. O jogador deve roubar o maior número possível de itens com o objetivo final de acessar e roubar os depósitos da cidade. É possível explorar a cidade e também visitar outros locais, incluindo calabouços, selvas e uma arena.

## Desenvolvimento
Os projetistas Andy Gavin e Jason Rubin eram dois estudantes colegiais de dezessete anos de idade, porém já tinha criado três jogos eletrônicos: Math Jam, Ski Crazes e Dream Zone. Para estes dois últimos, eles tinha trabalhado junto com a publicadora Baudville, porém acharam que esta era uma empresa muito pequena e queriam tentar trabalhar com uma companhia maior. Dessa forma, os dois ligaram diretamente para a Electronic Arts (EA) e pediram um acordo. Eles enviaram uma cópia de Dream Zone para a EA e receberam um contrato no valor de quinze mil dólares para desenvolverem seu próximo título.
Entretanto, o orçamento não foi o bastante e Keef the Thief acabou custando aproximadamente 48 mil dólares para ser produzido. Os dois desenvolvedores tiveram certas divergências com a EA. Eles inicialmente queriam que o título tivesse um tom mais sério, porém Gavin tinha inserido em determinado local do jogo um texto sarcástico temporário; a EA gostou do humor e decidiu fazer Keef the Thief inteiro uma comédia, mesmo contra os desejos de Gavin e Rubin. Para reforçar o novo tom, o título também recebeu uma arte de capa mais cartunesca e a EA designou um roteirista para escrever o humor do jogo.

## Recepção
Keef the Thief foi o primeiro jogo eletrônico que Gavin e Rubin lançaram como Naughty Dog. O título teve números muito bons de vendas, tendo ultrapassado a marca de cinquenta mil cópias vendidas. Rubin anos depois comentou que "o mercado não estava preparado na época para um RPG cômico". A EA aparentemente concordou, com Rubin relatando que a empresa depois disse aos dois que provavelmente eles não deveria ter transformado o título em uma comédia.